# Parallelia similis
Parallelia similis är en fjärilsart som beskrevs av Achille Guenée 1852. Parallelia similis ingår i släktet Parallelia och familjen nattflyn. Inga underarter finns listade i Catalogue of Life.